# Karel Štrucelj
Karel Štrucelj (tudi Dragotin Štrucelj), slovenski publicist in urednik, * 24. oktober 1871, Ljubljana, † 27. december 1942, Ljubljana.

## Življenje in delo
Rodil se je v družini mestnega stražnika Matije in gospodinje Uršule Štrucelj rojene Pibernik. Po preselitvi iz Sarajeva v Gorico je bil tu v letih 1896 in 1897 izdajatelj in odgovorni urednik časopisa Primorec in urednik Soče. Po preselitvi v  
Porto Alegre je izdajal list Viribus unitis in vodil slovensko kolonijo v Braziliji. O življenju Slovencev v Braziliji je pisal članke, zlasti za Primorca in Sočo. Kasneje se je vrnil v Ljubljano. Tu je delal kot carinski posrednik ter bil portugalski častni konzul.